# Вебмагазин Chrome
Вебмагазин Chrome (англ. Chrome Web Store) — онлайн-інтернет-магазин компанії Google, що дозволяє користувачам встановлювати і запускати вебдодатки, розширення і теми для браузера Google Chrome і операційної системи Google Chrome OS. Магазин відкрився 6 грудня 2010 року, у вересні 2011 року стала доступна і локалізована версія для 24 інших країн.
В основу інтернет-магазину входять і сторонні додатки, які можна запустити і на операційній системі Chrome OS і в браузері Google Chrome, також входять і розширення, і теми. Магазин часто порівнюють з родинним проєктом Google Play і App Store від Apple Inc.

## Публікація додатку
Для того, щоб опублікувати свою програму, треба внести 5 доларів, а потім завантажити програму у вигляді ZIP-архіву.

## Категорії

### Додатки
У цій категорії:
1. Ігри
2. Новини і погода
3. Освіта
4. Покупки
5. Робота
6. Розваги
7. Родина
8. Соціальні мережі та спілкування
9. Стиль життя
10. Утиліти

### Розширення
У цю категорію входять наступні розширення:
1. Блоги
2. Інструменти пошуку
3. Інструменти розробника
4. Новини і погода
5. від Google
6. Покупки
7. Робота
8. Розваги
9. Соціальні мережі та спілкування
10. Спеціальні можливості
11. Спорт
12. Фото

### Теми
У цю категорію входять теми:
1. від Google
2. від художників

### Колекції
У цю категорію входять:
1. Бізнес-інструменти
2. Здоров'я та спорт
3. Мистецтво і дизайн
4. Книги
5. Музика
6. Подорожі
7. Спорт
8. Студенти
9. Телебачення і фільми
10. Фінанси
11. Фото